# Zgornja Buhlja
Zgornja Buhlja (nemško Oberwuchel) je naselje v Občini Grabštanj v Okraju Celovec-dežela na Koroškem v Avstriji.